# Druhá italsko-etiopská válka
Druhá italsko-etiopská válka nebo Habešská válka byl ozbrojený konflikt vyvolaný fašistickou Itálií v roce 1935. Válka skončila dočasnou okupací Etiopie a vytvořením Italské východní Afriky.

## Přípravy
Přípravy na zabrání Etiopie začaly již v roce 1925. Mussolini ji chtěl původně zabrat na základě smlouvy o přátelství z roku 1928. Italové začali shromažďovat své jednotky u hranic Etiopie. K prvnímu konfliktu došlo 5. prosince 1934 u Wal Walu, kde měla italská armáda na základě etiopsko-italské smlouvy od roku 1930 povoleno udržovat vojenskou posádku o síle 200 mužů. Italové zde zaútočili na etiopské jednotky. Došlo k těžkým ztrátám na obou stranách. Etiopie se obrátila na Společnost národů s prosbou o pomoc, ale neuspěla. Této situace využila Francie, která chtěla vylepšit své vztahy s Itálii, zabránit ji sblížení s Německem a také oslabit britskou kontrolu v Africe. Koloniální dohoda mezi Francií a Itálií z ledna 1935 odevzdávala do italských rukou jak 20 % akcií železnice Addis Abeba-Džibuti, ale také část Francouzského Somálska s přilehlým souostrovím Doumeira a také spornou oblast Tibesti a Aouzou na libyjsko-čadské hranici.
Plán útoku od listopadu 1932 zpracovával generál Emilio De Bono. Tento zkušený důstojník a veterán italsko-turecké války i koloniálních válek v Eritreji a Etiopii si byl vědom toho, že italské jednotky se při tažení budou muset především vyrovnat s těžko přístupným terénem bez moderních komunikací, což kladlo zvýšené nároky na logistiku. Vzhledem k této situaci navrhoval postupovat „salámovou taktikou“, tj. napřed dobýt určité území, vybudovat tam komunikace a potřebné logistické zabezpečení a z tohoto předmostí pak postupovat dále. Výhodou této taktiky bylo, že byla dosažitelná při nasazení malého počtu vojsk, což umožňovalo korigovat jak náklady, tak ztráty v rozumných mezích. Nevýhodou byla malá rychlost postupu, což bylo Mussolinimu trnem v oku. Italský duce měl neustále nutkání posílat do východní Afriky nové a nové síly, což ovšem snižovalo kontingent v Evropě a ve snaze udržet silné pozice vedlo velení armády ke katastrofální koncepci binárních divizí.
Výsledkem bylo, že plán z roku 1934 předpokládal nasazení pětkrát až šestkrát více vojáků, než de Bono požadoval.

## De Bonův postup
V 5.00 hodin ráno 3. října 1935 překročily italské a eritrejské síly soustředěné do tří armádních sborů řeku Mareb a bez vyhlášení války vtrhly do etiopského vnitrozemí. Italové bez větších potíží zatlačovali slabou clonu etiopských pohraničních sil a více než s odporem nepřítele zápasili s členitým terénem. 5. října vstoupily italské jednotky do Adigratu a o den později vytlačil italský II. sbor Etiopce z Aduy (kde etiopská vojska roku 1896 porazila italskou koloniální armádu).
11. října u Agadamos kapituloval před italskou armádou Dejazmach (velitel armády) Haile Selassie Gugsa, zeť samotného císaře Haile Selassieho I. De Bono to ihned telegrafoval do Říma, což povzbudilo italský tisk k poněkud bombastickým proklamacím o „zničení etiopských vojsk na severu“. To se ukázalo jako poněkud přehnané, neboť Gugsu následovalo do zajetí jen 1200 vojáků.

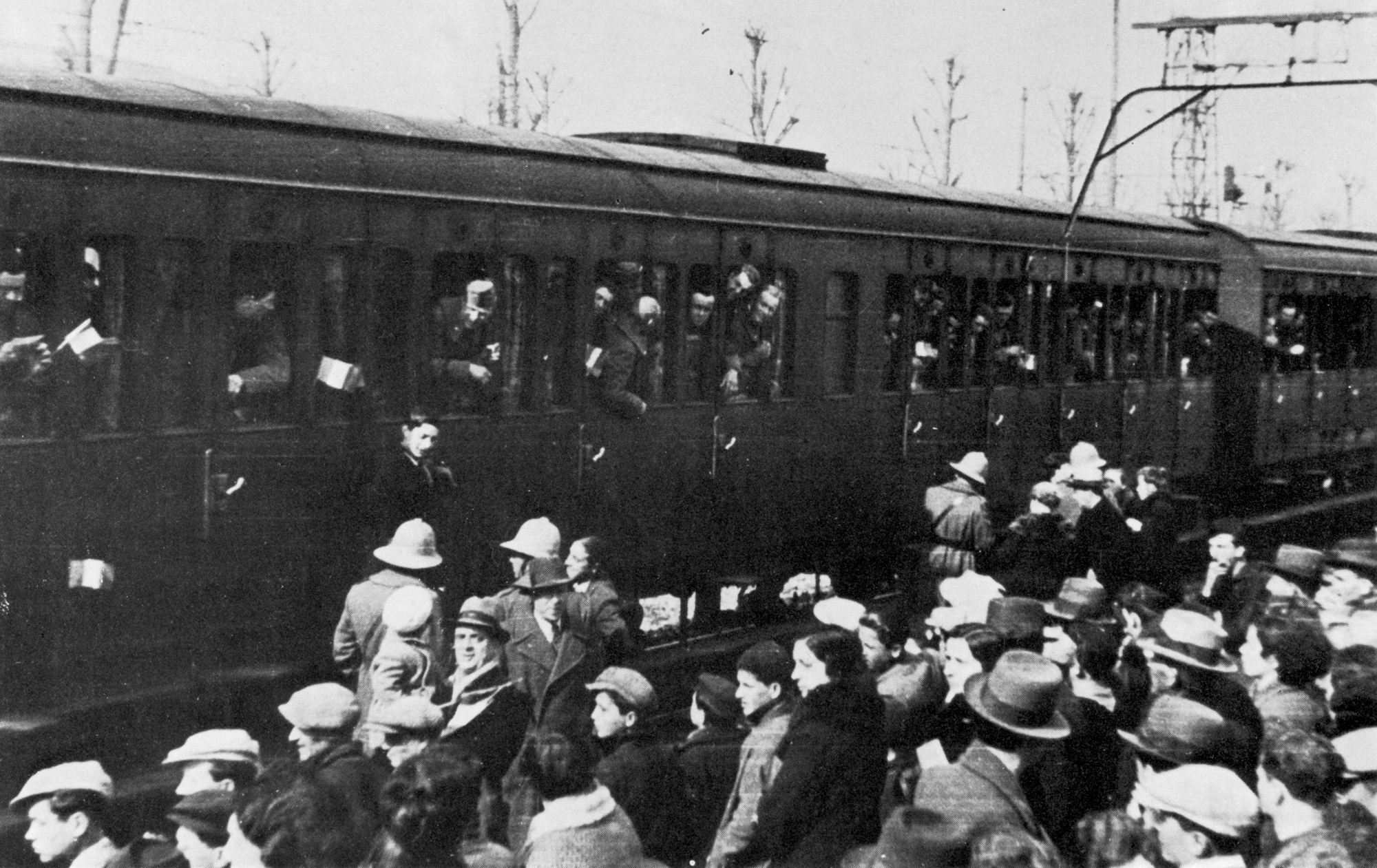
Italští vojáci během odjezdu do bojů

15. října 1935 vstoupil generál De Bono triumfálně do posvátného města Aksúm, odkud fašisté později odvezli Aksúmský obelisk, který roku 1937 u příležitosti oslav 15. výročí Pochodu na Řím vztyčili v italském hlavním městě. I přes Mussoliniho frustraci postupoval De Bono sice pomalu, ale záměrně a metodicky si vytvářel nástupiště k dalšímu postupu. Ve stejné době maršál Graziani v Italském Somálsku v čele skupiny italských, somálských a libyjských oddílu během tří týdnů obsadil města Dolo, Kelafo, Dagneraj, Gerlogubi a Gorahaj v provincii Ogaden, kde se mohl spolehnout na podporu místních náčelníků, jako byl například sultán Olol Diinle, který bojoval v čele tisícovky mužů svého klanu na italské straně, nebo oddíly Dubatů, naverbovaných z řad jemenských žoldáků. Italské oddíly se dostaly do Wal Walu, kde se spojily s místní posádkou.
8. listopadu 1935 dobyly síly I. italského sboru a Eritrejského sboru město Makale, hlavní středisko východní části provincie Tigre. 16. listopadu byl generál E. De Bono Mussoliniho rozkazem povýšen do hodnosti Maršál Itálie. Protože však ani po tomto povýšení nejevil De Bono snahu postupovat rychleji, ale nadále se přidržoval své osvědčené strategie, dne 17. prosince dostal od Mussoliniho Státní telegram 13181, ve kterém stálo, že „dobytím Makaly je vaše mise skončena“. De Bono byl nahrazen náčelníkem generálního štábu maršálem Pietro Badogliem.

## Eskalace bojů (prosinec 1935–jaro 1936)
Nový velitel se ani nenadál a už musel řešit první problémy. Etiopská armáda dokončila mobilizaci a císař se rozhodl nového velitele otestovat během tzv. Vánoční ofenzívy, což byla spíše série výpadů na střed italské formace. V průsmyku Dembeguina se Etiopanům podařilo zaskočit kolonu eritrejské pěchoty a oddíl doprovodných tančíků L3 pod velením majora Crinitiho, který prakticky rozprášili a donutili k ústupu, což bylo sice malé vítězství, ale povzbudilo to morálku císařských oddílů, deprimovaným pádem Makaly a zradou velitele H. S. Gugsy.
Za této situaci se maršál Badoglio obrátil na Mussoliniho s žádosti nasadit chemické zbraně a získal souhlas. Záminkou se stala vražda italského pilota Tito Minnitiho, který 26. prosince 1935 nouzově přistál na území obsazené etiopskou armádou. Ačkoliv dle etiopské verze nebyl pilot zabit armádou, ale místními obyvateli rozzuřenými předchozím náletem, brzy se rozšířila verze, že byl etiopskými vojáky ubit poté, co se vzdal. To spolu s faktem, že v boji některé etiopské oddíly použily střely Dum-Dum se stalo vítanou záminkou k zahájení chemické války. Italské letectvo začalo aplikovat metodu yperitového postřiku, zatímco pumy s chemickou náplní byly shazovány na místa koncentrace etiopských jednotek.
Maršál Badoglio mezitím navýšil svou armádu o dva sbory a v lednu 1936 zahájil ofenzívu. Během první, pětidenní bitvy v provincii Tembien (20 – 24. leden 1936) se ještě etiopské armádě podařilo uhájit strategicky důležitý průsmyk Warieu. V další bitvě u Amba Aradam v provincii Enderta se Badogliovi podařilo během 10. až 19. února zničit většinu vojsk Rase (vévoda a zároveň vrchní velitel armádní skupiny) Mulugety. To umožnilo Italům druhý nápor na Tembien, kde ve dnech 27. až 29. února zlikvidovali zbytky etiopské severní armády. Badoglio pokračoval v tlaku na nepřítele a jeden/dva sbory nyní zaútočily na uskupeni Rase Imru Haile Selassieho. Bitva probíhala v okolí města Shire od 29. února a italské letectvo nasadilo jak bojové plyny a svrhlo i 80 tun výbušných a zápalných pum. 2. března začal Ras Imru ustupovat a 3. a 4. března byly jeho oddíly opakovaně napadány letouny při překročení řeky Tekezé a to jak klasickou, tak i chemickou municí. V této již naprosto zoufalé situaci, kdy se organizovaný odpor hroutil jak na severu tak i na jihu, se císař Haile Selassie I. rozhodl nasadit do boje svou poslední rezervu – oddíly Císařské gardy. Dne 31. března 1936 zahájil poslední ofenzívu nedaleko města Mai Ceu. Během následujících dvou dnů byla padla většina jeho armády a zbylé oddíly byly ve dnech 2. a 3. dubna napadeny chemickou municí během ústupu u jezera Ašangi. Dne 4. dubna 1936 sledoval císař se zoufalstvím hladinu jezera pokrytou jedem a mrtvými těly vojáků jeho armády.
Během této poslední velké bitvy zasáhl do války i generální sekretář fašistické strany Achille Starace, který si vymohl na Mussolinim hodnost generálporučíka a velení nad Východoafrickým rychlým oddílem, což byla smíšená formace, složená z 3. pluku Bersaglieri („ostrostřelců“), motorizované kohorty fašistické milice a doprovodného oddílu tančíků a dělostřelectva. A.Starace vzdor skepticismu generálů s tímto oddílem vyrazil během bojů u Shire neohroženě vpřed a už 1. dubna 1936 dobyl důležité středoetiopské město Gondar a 3. dubna dorazil k jezeru Tana. Dne 24. dubna Starace zlomil poslední odpor, když dobyl tvrdě bráněné město Debra Tabor.
Také na jihu obnovil maršál Graziani postup 12. ledna 1936 a díky motorizovanému oddílu pod vedením plukovníka Pietra Malettiho již 20. ledna dobyli Italové svůj primární cíl – město Negele a zcela zničili armádu Rase Desty. Zkázu etiopských sil dovršila epidemie malárie a série yperitových náletů. Poté Graziani zaměřil svou pozornost na sever provincie Ogaden, kde se poslední etiopské jednotky opevnily mezi městy Harah a Džidžiga a u města Degehabur. Velitel skupiny vojsk bránící tuto část země – Ras Nasibu měl k dispozici krom svých oddílu i dva dobře vyzbrojené prapory císařské gardy a náčelníkem štábu mu byl někdejší osmanský generál Mehmet Wehib Paša, kterého britský časopis Times označoval za jednoho z „hrdinů z Gallipoli“ a etiopské pozice přirovnával k „Hindenburgově linii“. I císař doufal, že se zde italská vojska na dlouhé měsíce zastaví. 14. dubna vyrazila Grazianiho armáda ve třech kolonách proti etiopským pozicím a 23. dubna dorazily všechny tři kolony před etiopské opevněné pozice. Italové do útoku nasadili velké množství plamenometných tančíků, které spolu s intenzivní dělostřeleckou palbou působily obráncům velké ztráty. 25. dubna 1936 prolomila italská vojska obrannou linii a 30. dubna padl Degehabur. Poté, co císař odešel do exilu do Velké Británie, dne 3. května následovala třetina důstojníků jeho příkladu. Dne 8. května 1936 vstoupil generál Graziani a jeho oddíly do Hararu.

## Addis Abeba

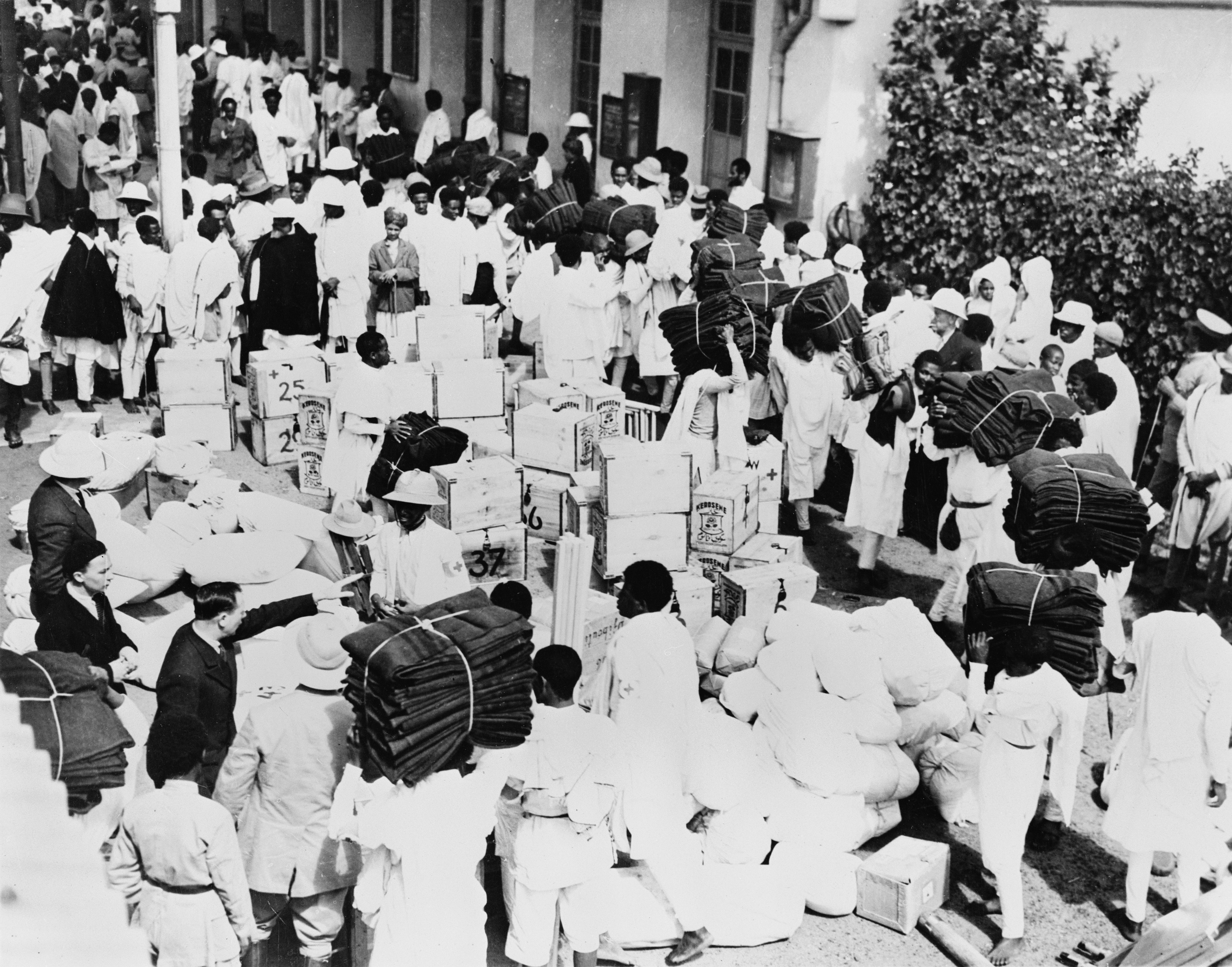
Zdravotnický materiál pro frontu v Addis Abebě.

Začátkem dubna 1936 již nikdo z císařova okolí nemohl pochybovat, že je válka prohraná. Společnost Národů vzdor faktu, že prohlásila Itálii za agresora nedokázala italského diktátora ani zastavit ani mu zabránit, aby přisouval další a další posily. Po zhroucení severní skupiny etiopských vojsk bylo jen otázkou času, kdy maršál Badoglio zavelí k dalšímu postupu, tentokrát na hlavní město. Za této situace navštívil císař francouzské velvyslanectví, aby vyjednal možnost opustit svou zemi přes Francouzské Somálsko pro sebe, císařovnu a své dva syny. Poté se vrátil do svého paláce, kde oslovil dav shromážděný na schodech: „Budeme bojovat o každou píď naši země. Kdo není nemocný, nechť vezme zbraň, jídlo na pět dní a jde na sever bojovat s útočníky“. Na tuto patetickou výzvu dav odpověděl „My půjdeme, my půjdeme“. Na frontu odešlo také posledních pět tisíc příslušníků císařské gardy.
Císař poté rozhodl, že se vláda přesune do města Gora na západě země u hranic s Britským Súdánem. Zároveň jmenoval Imru Haile Selassieho regentem po dobu, kdy bude v exilu. 2. května 1936 vyjel císař ve svém vlaku směrem na Džibuti, hlavní město Francouzského Somálska. Když se generál Graziani obléhající v té době Harar o této cestě dozvěděl, odeslal depeši, kde žádá povolení zaútočit na vlak bombardéry. Mussolini tento návrh odmítá. Poté, co císař opouští město, dochází v celé Addis Abebě k nepokojům a v rabování, kterého se účastní i část etiopských vojáků. Dav vyrabuje císařský palác a bere útokem ministerstvo financí, kde je umístěn zbytek zlatých rezerv, které se nestihly odvézt. Několik úředníků, kteří se snažili odrazit útok davu kulometem, bylo zlynčováno.

## Pochod železné vůle
Maršál Badoglio od 20. dubna 1936 zřídil své velitelství ve městě Dessie, 320 km severně od Addis Abeby. Protože odpor etiopských sil v té době byl prakticky nulový, rozhodne se Badoglio k riskantnímu kroku – výpadu motorizované kolony na etiopské hlavní město, které s Dessie spojuje tzv. Císařská dálnice, jedna z mála udržovaných komunikací v zemi. Tento smělý záměr ovšem naráží na fakt, že míra mechanizace v italské armádě roku 1936 není nikterak velká. Naštěstí pro Badoglia je v té době vrchním ubytovatelem italské armády, pod jehož pravomoc spadá zásobování, generál Fidenzio Dall'Ora, díky jehož organizačních schopnostem je Badogliova „mechanizovaná kolona“ během 21.–25. dubna sestavena z 1785 aut, kamionů a tahačů. K tomu oddíl tančíků, 11 dělostřeleckých baterií a také speciální vozidla pro 193 koní, určených na přehlídku. Celá kolona je schopna převést 12 500 vojáků. 24. dubna posílá Badoglio předvoj dva oddíly po 4.000 Eritrejcích, ale toto preventivní opatření se ukazuje jako zbytečné neboť Eritrejci místo nepřítele zápolí spíše s blátem a deštěm. Také v průsmyku Termaber nenaráží na žádný odpor, nicméně kvůli opravě poničené dálnice zde kolona uvízne na dva dny. Vojáci na nákladních automobilech mohli při průjezdu úrodnou provincií Shewa obdivovat nádhernou krajinu a mnozí už se těšili na konec války, kdy pušku vymění za rýč či motyku a budou sklízet plody zdejší krajiny. Mezitím během večera 4. května dosáhly předsunuté hlídky 1. eritrejské brigády předměstí Addis Abeby pěšky dříve, než čelo mechanizované kolony. Ta vjela do města následující den ve 4 hodiny ráno. Italští vojáci byli v naprosté euforii, kterou jim nepokazil ani silný déšť. S příchodem Italů byl ve městě obnoven pořádek a za chvíli vlály z mnoha oken bílé vlajky, zatímco obyvatelstvo prchalo na jih. Badoglio mohl nyní využít koně, které s sebou Italové vezli v kamionech, a uspořádat triumfální vjezd. V 5.45 hodin se Badoglio zastavil v budově italského velvyslanectví. Byla vztyčena italská vlajka a provolána sláva králi i Mussolinimu. Poté se Badoglio obrátil na velitele letectva a prohlásil: „Dokázali jsme to! Zvítězili jsme!“.
Tento Badogliův výpad na Addis Abebu bude později fašistickou propagandou oslavován jako „Pochod železné vůle“. Je sice faktem, že Italové během osmi dní urazili vzdálenost 320 km v těžkém terénu a v nepřízní počasí, nicméně za nulového odporu nepřítele. Později jeden žurnalista výstižně prohlásil, že tento výkon „spíše než na stránky událostí vojenských patří na stránku událostí sportovních“.

## Ohlas v Itálii
V Římě, kde se další postup netrpělivě očekával, Badogliův telegram způsobil vlnu euforie. Mussolini byl nadšeným davem nadšeně aplaudován a desetkrát se na výzvu davu musel vrátit zpět na balkon Palazzo Venezia, kde pronesl patetický projev o „zářícím meči, který přeťal všechna pouta a učinil africké vítězství čisté, tak jako si jej budou pamatovat všichni legionáři, kteří v boji padli i ti co přežili. Italský lid si vybojoval impérium, které zúrodní svou prací a které bude se zbraní v ruce hájit proti nepříteli“. Na závěr se otázal davu „Jste toho hodni?“ aby mu bylo odpovězeno hromadné „Ano!“.
Na rozdíl od zářícího Mussoliniho, který se od té doby nechal oslovovat jako „zakladatel imperia“, měl král Viktor Emanuel III. k válce rezervovaný postoj. Když na něj pod jeho palácem Quirinal dav volal „Imperatore, Imperatore, Salute Imperatore!“ postavil se král do pozoru, zasalutoval davu a neřekl nic.

## Důsledky

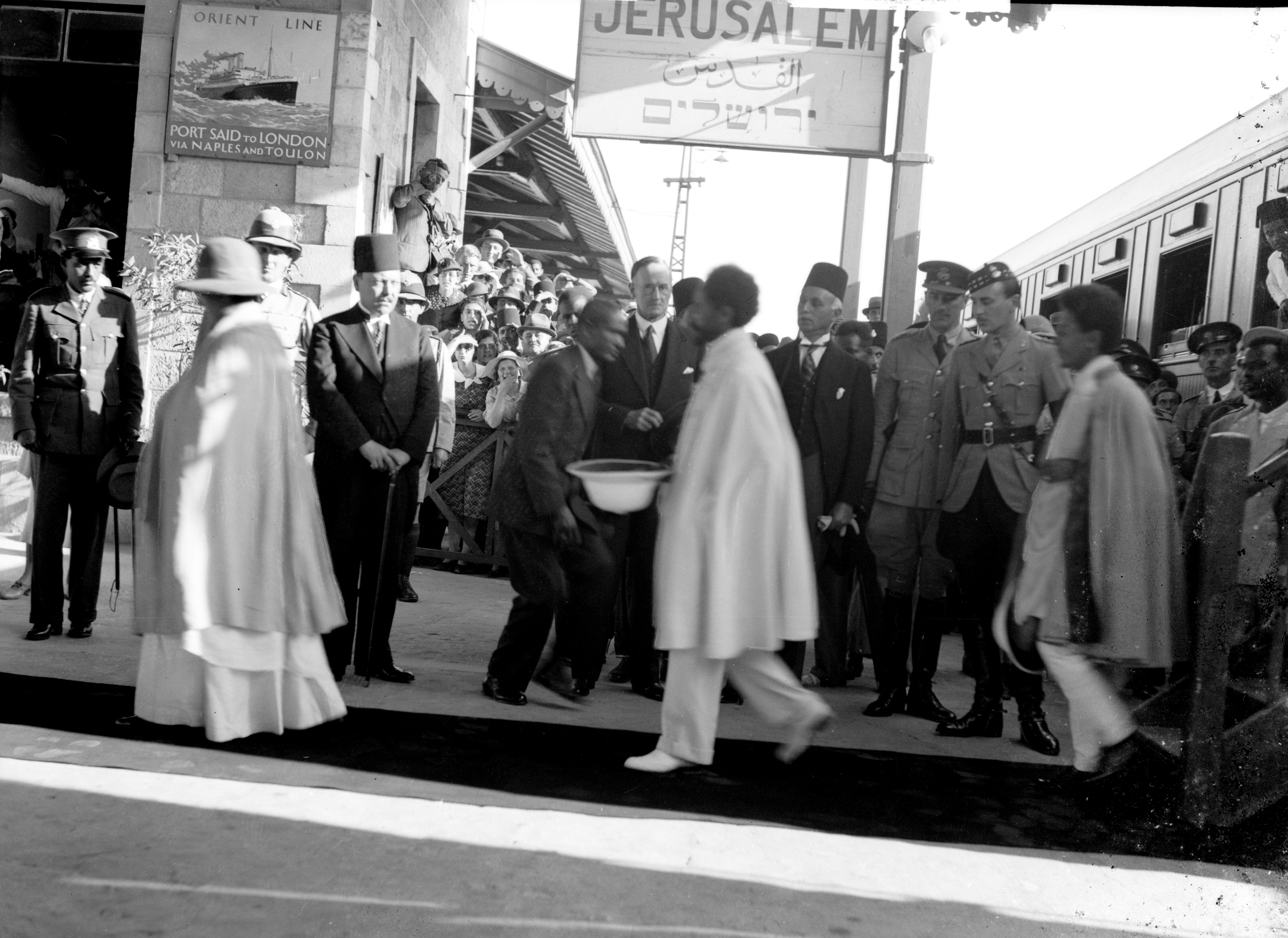
Král Haile Selassie I. v Jeruzalémě během cesty do britského exilu

Válka v Etiopii zcela nepochybně přinesla režimu Benita Mussoliniho i jemu osobně velkou oblibu v širokých vrstvách italského národa. Nikdy předtím a nikdy potom nebyla popularita Il Duceho tak vysoká, než když slavnostně oznamoval založení impéria.
Na druhou stranu byly však důsledky války pro Itálii nedobré. Válečné náklady přesáhly únosnou mez a ani nadšenecká sbírka Zlato pro otčinu, kdy manželské páry v Itálii, královnou počínaje, odevzdávaly své snubní prstýnky na pokrytí válečných výloh, tento vládní deficit nedokázala vyrovnat. Okupovaná Etiopie se stala de facto černou dírou italského rozpočtu, neboť krom vydržování velké okupační armády zde Italové zahájili velkorysou výstavbu dálnic a nových měst pro budoucí italské kolonisty.
Osudový dopad měla tato válka ovšem v diplomacii. Francie a Spojené království, které byly ochotny připustit dominanci Itálie nad Etiopií, byly šokovány a pobouřeny svévolným útokem a brutálně vedenými akcemi fašistických vojsk. I když mnoho britských konzervativců (včetně Winstona Churchilla) byla toho názoru že Mussoliniho spojenectví je v jejich zájmu, ohledy na veřejné mínění jakékoliv britské vládě nyní bránily otevřeně usilovat o spojenectví s fašisty. Ve Francii měla italská intervence za následek pád Lavalovy vlády a vítězství levicové Lidové fronty. Za této situace se Itálie dostala do izolace, kterou ještě prohloubila její intervence ve Španělsku. To vedlo Mussoliniho k jeho největšímu omylu – sblížení s nacistickým Německem. Osa Berlín-Řím a později i Ocelový pakt přivedl fašistickou Itálii pod německé velení a nakonec i do války, kterou neměla šanci vyhrát.